# Registro Nacional de Lugares Históricos
O Registro Nacional de Lugares Históricos ou Registo Nacional de Lugares Históricos (em inglês:  National Register of Historic Places, sigla: NRHP) dos Estados Unidos é a lista oficial dos distritos, lugares, edifícios, estruturas e objetos que merecem ser preservados em todo o país. O NRHP foi criado em 1966 pelo voto do National Historic Preservation Act (em português: "Ata sobre a Preservação dos Lugares Históricos Nacionais").
O NRHP foi sempre administrado pelo Serviço Nacional de Parques (National Park Service) e este, por sua vez, está subordinado ao Departamento do Interior dos Estados Unidos. Seu objetivo é ajudar aos proprietários e às associações, como o National Trust for Historic Preservation, que deve coordenar, definir e proteger os sítios históricos dos Estados Unidos.
Tem papel semelhante ao IPHAN no Brasil ou ao IGESPAR em Portugal.
São exemplos de lugares inscritos neste registo:
- Mount Vernon
- Arlington House
- Washington Place
- Philadelphia City Hall

## Processo de nomeação
Qualquer indivíduo pode preparar uma indicação ao Registro Nacional, embora historiadores e consultores de preservação histórica sejam frequentemente empregados para esse trabalho. A candidatura consiste em um formulário padrão e contém informações básicas sobre a aparência física de uma propriedade e o tipo de significado incorporado no edifício, estrutura, objeto, local ou distrito.

### Envio de propriedades múltiplas
Um envio de propriedades múltiplas (em inglês:  multiple property submission - MPS) é uma lista de grupos temáticos do Registro Nacional de Lugares Históricos que consiste em propriedades relacionadas que compartilham um tema comum e podem ser enviadas como um grupo. As propostas de propriedades múltiplas devem satisfazer certos critérios básicos para o grupo de propriedades a serem incluídas no Registro Nacional.
O processo começa com os vários formulários de documentação de propriedade, que atuam como um documento de cobertura em vez da nomeação para o Registro Nacional de Lugares Históricos. O objetivo do formulário de documentação é estabelecer a base de elegibilidade para propriedades relacionadas. As informações do formulário de documentação de propriedades múltiplas podem ser usadas para nomear e registrar propriedades históricas relacionadas simultaneamente, ou para estabelecer critérios para propriedades que podem ser candidatas no futuro. Portanto, as adições a um MPS podem ocorrer com o tempo.
A nomeação de propriedades individuais em um MPS é realizada da mesma maneira que outras nomeações. O nome do “grupo temático” denota o tema histórico das propriedades. É considerada a "listagem de propriedades múltiplas". Uma vez que uma propriedade individual ou um grupo de propriedades é indicada e listada no Registro Nacional, o formulário de documentação de propriedade múltipla, combinado com os formulários de candidatura do Registro Nacional de Lugares Históricos individuais, constitui uma apresentação de propriedade múltipla. Antes do termo "Envio de propriedades múltiplas" ser introduzido em 1984, essas listagens eram conhecidas como "Recursos Temáticos" ou "Áreas de recursos múltiplos".

## Listagem atual por estado e território
A relação a seguir lista as entradas atuais, por estado e território, pertencentes ao NRHP. Estas somas são baseadas em inscrições no Banco de Dados do Cadastro Nacional de Informações a partir de 24 de abril de 2008, e nas novas listas semanais postadas desde então no site do National Register of Historic Places.
Há inclusões frequentes e exclusões ocasionais à lista, fazendo com que as contagens mostradas aqui sejam aproximadas e não oficiais. As novas inclusões no NRHP são adicionadas semanalmente. Igualmente, a contagem desta tabela exclui o aumento e diminuição de fronteiras que modificam a área coberta por uma propriedade existente ou distrito e que apresentem um número de referência nacional distinto no Registro Nacional.
|              | \| \| Estado \| Registros \| \| ------------ \| ------------------------------------------ \| --------- \| \| 1 \| Nova Iorque \| 5 648 \| \| 2 \| Massachusetts \| 4 250 \| \| 3 \| Ohio \| 3 875 \| \| 4 \| Kentucky \| 3 374 \| \| 5 \| Pensilvânia \| 3 346 \| \| 6 \| Texas \| 3 168 \| \| 7 \| Virgínia \| 2 971 \| \| 8 \| Carolina do Norte \| 2 849 \| \| 9 \| Califórnia \| 2 624 \| \| 10 \| Arkansas \| 2 583 \| \| 11 \| Wisconsin \| 2 287 \| \| 12 \| Iowa \| 2 241 \| \| 13 \| Missouri \| 2 208 \| \| 14 \| Geórgia \| 2 098 \| \| 15 \| Tennessee \| 2 057 \| \| 16 \| Oregon \| 1 976 \| \| 17 \| Michigan \| 1 834 \| \| 18 \| Indiana \| 1 822 \| \| 19 \| Illinois \| 1 793 \| \| 20 \| Utah \| 1 707 \| \| 21 \| Flórida \| 1 683 \| \| 22 \| Nova Jérsei \| 1 669 \| \| 23 \| Minnesota \| 1 657 \| \| 24 \| Maine \| 1 586 \| \| 25 \| Connecticut \| 1 582 \| \| 26 \| Maryland \| 1 536 \| \| 27 \| Washington \| 1 503 \| \| 28 \| Carolina do Sul \| 1 499 \| \| 29 \| Colorado \| 1 471 \| \| 30 \| Arizona \| 1 424 \| \| 31 \| Luisiana \| 1 387 \| \| 32 \| Mississippi \| 1 377 \| \| 33 \| Kansas \| 1 359 \| \| 34 \| Dakota do Sul \| 1 306 \| \| 35 \| Alabama \| 1 273 \| \| 36 \| Oklahoma \| 1 238 \| \| 37 \| Montana \| 1 137 \| \| 38 \| Novo México \| 1 118 \| \| 39 \| Nebraska \| 1 057 \| \| 40 \| Virgínia Ocidental \| 1 032 \| \| 41 \| Idaho \| 1 029 \| \| 42 \| Vermont \| 825 \| \| 43 \| Rhode Island \| 771 \| \| 44 \| Nova Hampshire \| 757 \| \| 45 \| Delaware \| 690 \| \| 46 \| Distrito de Colúmbia \| 562 \| \| 47 \| Wyoming \| 536 \| \| 48 \| Dakota do Norte \| 436 \| \| 49 \| Alasca \| 418 \| \| 50 \| Nevada \| 372 \| \| 51 \| Havaí \| 335 \| \| 52 \| Porto Rico \| 329 \| \| 53 \| Guam \| 125 \| \| 54 \| Ilhas Virgens \| 88 \| \| 55 \| Marianas Setentrionais \| 38 \| \| 56 \| Samoa Americana \| 28 \| \| 57 \| Estados Federados da Micronésia \| 26 \| \| 58 \| Palau \| 6 \| \| 59 \| Ilhas Marshall \| 4 \| \| 60 \| Ilhas Menores Distantes dos Estados Unidos \| 2 \| \| 61 \| Tânger, Marrocos \| 1 \| \| (duplicados) \| (duplicados) \| (100)[3] \| \| Total: \| Total: \| 89 872 \| |           |
|              | Estado | Registros |
| 1            | Nova Iorque | 5 648     |
| 2            | Massachusetts | 4 250     |
| 3            | Ohio | 3 875     |
| 4            | Kentucky | 3 374     |
| 5            | Pensilvânia | 3 346     |
| 6            | Texas | 3 168     |
| 7            | Virgínia | 2 971     |
| 8            | Carolina do Norte | 2 849     |
| 9            | Califórnia | 2 624     |
| 10           | Arkansas | 2 583     |
| 11           | Wisconsin | 2 287     |
| 12           | Iowa | 2 241     |
| 13           | Missouri | 2 208     |
| 14           | Geórgia | 2 098     |
| 15           | Tennessee | 2 057     |
| 16           | Oregon | 1 976     |
| 17           | Michigan | 1 834     |
| 18           | Indiana | 1 822     |
| 19           | Illinois | 1 793     |
| 20           | Utah | 1 707     |
| 21           | Flórida | 1 683     |
| 22           | Nova Jérsei | 1 669     |
| 23           | Minnesota | 1 657     |
| 24           | Maine | 1 586     |
| 25           | Connecticut | 1 582     |
| 26           | Maryland | 1 536     |
| 27           | Washington | 1 503     |
| 28           | Carolina do Sul | 1 499     |
| 29           | Colorado | 1 471     |
| 30           | Arizona | 1 424     |
| 31           | Luisiana | 1 387     |
| 32           | Mississippi | 1 377     |
| 33           | Kansas | 1 359     |
| 34           | Dakota do Sul | 1 306     |
| 35           | Alabama | 1 273     |
| 36           | Oklahoma | 1 238     |
| 37           | Montana | 1 137     |
| 38           | Novo México | 1 118     |
| 39           | Nebraska | 1 057     |
| 40           | Virgínia Ocidental | 1 032     |
| 41           | Idaho | 1 029     |
| 42           | Vermont | 825       |
| 43           | Rhode Island | 771       |
| 44           | Nova Hampshire | 757       |
| 45           | Delaware | 690       |
| 46           | Distrito de Colúmbia | 562       |
| 47           | Wyoming | 536       |
| 48           | Dakota do Norte | 436       |
| 49           | Alasca | 418       |
| 50           | Nevada | 372       |
| 51           | Havaí | 335       |
| 52           | Porto Rico | 329       |
| 53           | Guam | 125       |
| 54           | Ilhas Virgens | 88        |
| 55           | Marianas Setentrionais | 38        |
| 56           | Samoa Americana | 28        |
| 57           | Estados Federados da Micronésia | 26        |
| 58           | Palau | 6         |
| 59           | Ilhas Marshall | 4         |
| 60           | Ilhas Menores Distantes dos Estados Unidos | 2         |
| 61           | Tânger, Marrocos | 1         |
| (duplicados) | (duplicados) | (100)     |
| Total:       | Total: | 89 872    |